# 4393 Dawe
4393 Dawe eller 1978 VP8 är en asteroid i huvudbältet som upptäcktes den 7 november 1978 av de båda amerikanska astronomerna Eleanor F. Helin och Schelte J. Bus vid Palomarobservatoriet. Den är uppkallad efter astronomen John A. Dawe.
Asteroiden har en diameter på ungefär 14 kilometer och den tillhör asteroidgruppen Themis.